# Mustapha Ourrad
Mustapha Ourrad (en kabyle : Mestafa Urad), né le 21 juin 1954 à Aït Larbâa (Kabylie) et mort le 7 janvier 2015 à Paris, est un lecteur-correcteur français, assassiné lors de l'attentat au siège de Charlie Hebdo.

## Biographie
Orphelin de mère à deux ans et de père à sept ans, Mustapha Ourrad est recueilli et élevé par deux de ses oncles. À l'issue de ses études secondaires, il entame des études de médecine à Alger avant de les abandonner, étant beaucoup plus intéressé par la culture, qu'il s'agisse d'art, de littérature ou de philosophie (Nietzsche était un de ses philosophes favoris). L'un de ses livres préférés était l'ouvrage d'Albert Cossery, Mendiants et Orgueilleux. Son ami d'enfance, Ousmer, indique que Mustapha Ourrad aimait Gide, Malraux et Baudelaire, « d’où d’ailleurs son surnom de “Mustapha Baudelaire” ». Il est affilié au sculpteur algérien Olivier Graïne. 
Il quitte l'Algérie à l'âge de vingt ans et arrive en France en 1974, au terme d'un voyage payé par ses amis,,.

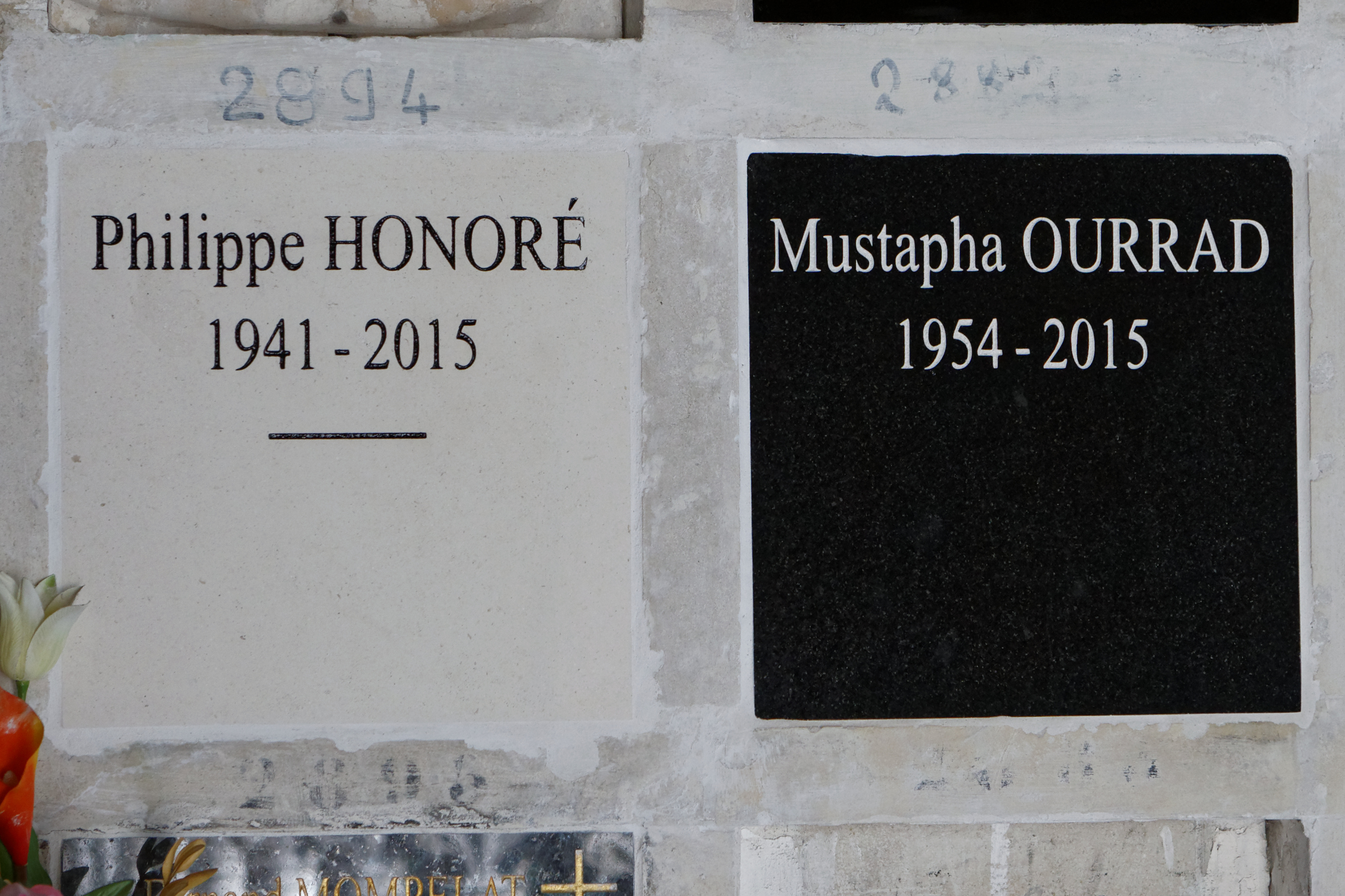
Plaques funéraires de Philippe Honoré et Mustapha Ourrad au cimetière du Père-Lachaise.

Il obtient la nationalité française en décembre 2014.
Il intègre le groupe d'édition Hachette où il travaille notamment, en qualité de correcteur, à la rédaction de l'encyclopédie Axis publiée par Le Livre de Paris, puis pour divers journaux dont Viva et Charlie Hebdo. C'est au siège du journal qu'il meurt assassiné le 7 janvier 2015. Il est incinéré et ses cendres se trouvent au columbarium du Père-Lachaise (case no 2882) à Paris.

## Hommages et distinctions
- Le 29 janvier 2015, l'ambassadeur de France à Alger, Bernard Emié, lui rend hommage ainsi qu'à Ahmed Merabet[8].
- Chevalier de la Légion d'honneur, distinction décernée le 31 décembre 2015 à titre posthume[9].
- Le 13 janvier 2016 (le premier jour de la nouvelle année amazigh 2966), les Kabyles de la diaspora lui rendent hommage au centre médico-légal de Paris[10].
- Son nom ainsi que celui des sept autres journalistes de Charlie Hebdo ont été ajoutés au Newseum à Washington à la mémoire des reporters tués dans l'exercice de leurs fonctions[11].